# Brayan Trejo
Brayan Trejo (Guadalupe, Nuevo León, México; 2 de diciembre de 1999) es un futbolista Mexicano. Juega como Extremo y actualmente juega en el Cancún F.C. de la Liga de Expansión MX.

## Estadísticas
Actualizado al último partido jugado el 7 de abril de 2024.
| Atlas F. C. · México                                       | 1.ª           | 2018          | 0   | 0 | 1  | 0 | ― | ― | 1   | 0 |
| Atlas F. C. · México                                       | 1.ª           | 2018-19       | 4   | 0 | 3  | 0 | ― | ― | 7   | 0 |
| Atlas F. C. · México                                       | 1.ª           | 2019-20       | 18  | 1 | 6  | 1 | ― | ― | 24  | 2 |
| Atlas F. C. · México                                       | 1.ª           | 2020-21       | 16  | 0 | ―  | ― | ― | ― | 16  | 0 |
| Atlas F. C. · México                                       | 1.ª           | 2021-22       | 33  | 2 | 1  | 0 | ― | ― | 34  | 2 |
| Atlas F. C. · México                                       | 1.ª           | 2022-23       | 30  | 2 | ―  | ― | 4 | 0 | 34  | 2 |
| Atlas F. C. · México                                       | 1.ª           | 2023-24       | 18  | 0 | ―  | ― | 2 | 0 | 20  | 0 |
| Atlas F. C. · México                                       | Total club    | Total club    | 119 | 5 | 11 | 2 | 6 | 0 | 136 | 7 |
| Total carrera                                              | Total carrera | Total carrera | 119 | 5 | 11 | 2 | 6 | 0 | 136 | 7 |
| (1)Incluye datos de la Copa México y Campeón de Campeones. |               |               |     |   |    |   |   |   |     |   |

## Palmarés

### Títulos nacionales
| Título               | Club       | País   | Año     |
| -------------------- | ---------- | ------ | ------- |
| Liga MX              | Atlas F.C. | México | 2021    |
| Liga MX              | Atlas F.C. | México | 2022    |
| Campeón de Campeones | Atlas F.C. | México | 2021-22 |

- Datos: Q81971499